# Gerardo Lugo Gómez
Gerardo Lugo Gómez (Ciudad de México, 13 de marzo de 1955), es un exfutbolista mexicano que jugaba como enganche y extremo. Con la selección mexicana disputó la Copa Mundial de 1978.
Conocido como el Gran Jefe Pelo Amarillo, seudónimo acuñado al cronista Ángel Fernández, por su tendencia a tenirse el cabello de rubio para que su padre, que padecía debilidad visual, lo pudiera distinguir en los partidos. Surgido en Atlante, sufrió el descenso de 1976, y fue parte del ascenso tan solo un año después. Tras el mundial, llegó a Cruz Azul, convertido en un pilar del equipo que logró los títulos consecutivos en 1979 y 1980. Luego de un par de años con León, regresó con Atlante en 1986.
Incursionó en el fútbol europeo con el Sabadell de España, sin embargo, sufrió una lesión de ligamento cruzado ante un club alemán, que lo llevó al retiro en 1987. Es recordada su actuación en un partido ante el F. C. Barcelona disputado en el estadio Azteca en 1981, en la cual anotó un gol y brilló en el mediocampo del club celeste, siendo al final nombrado el mejor jugador del torneo amistoso.
  

## Carrera deportiva
Debuta con 20 años en 1975, y marcó su primer gol el 7 de septiembre del mismo año en el triunfo 3-2 contra el Atlas. El conjunto azulgrana no consiguió sumar muchos puntos, y tras caer 2-1 en la serie por el no descenso ante Potosino, se despidieron de máximo circuito al final del torneo. Luego de vencer 6-3 a Querétaro en el global en la serie final, regresaron a la Primera División a mediados de 1977.
En 1978 llega a Cruz Azul, con el cual debutó el 9 de septiembre, en un empate 2-2 ante León. Llegaban a la última instancia frente a los Pumas de la UNAM, que terminó con triunfo celeste 2-0 en el marcador global, obteniendo el sexto campeonato del club. En 1980 Lugo alcanzó su mejor versión anotando 8 goles en la campaña (su torneo con más anotaciones en el club) y, subsecuentemente, alcanzaron la final del campeonato, en esta ocasión, ante los Tigres de la UANL, a quienes superaron con 4-3 en el marcardor global y obtenían el séptimo título en la historia de Cruz Azul.
Estuvieron cerca nuevamente del campeonato en 1981, pero los Pumas de la UNAM tomaron revancha de la final de dos años atrás, y se quedaron con el título. Con el cambio generacional, no volverían a contender por el título sino hasta 1984, cuando llegaron hasta las semifinales, en lo que fue la última campaña de Lugo con el club celeste. Se marchó luego de seis años, 226 partidos y 24 goles, recordado como un referente histórico de la institución.
Con el pase en sus manos, fichó con León a mediados de 1984, donde permanecería por dos temporadas. En 1986, año mundialista en el país, retorna con Atlante durante una campaña, en la que anotaría su último gol como profesional el 3 de enero de 1987 en el triufo 2-0 ante Atlético Potosino. Se retiró a finales de ese año tras sufrir una lesión de ligamentos con el Sabadell español.

## Estilo de juego

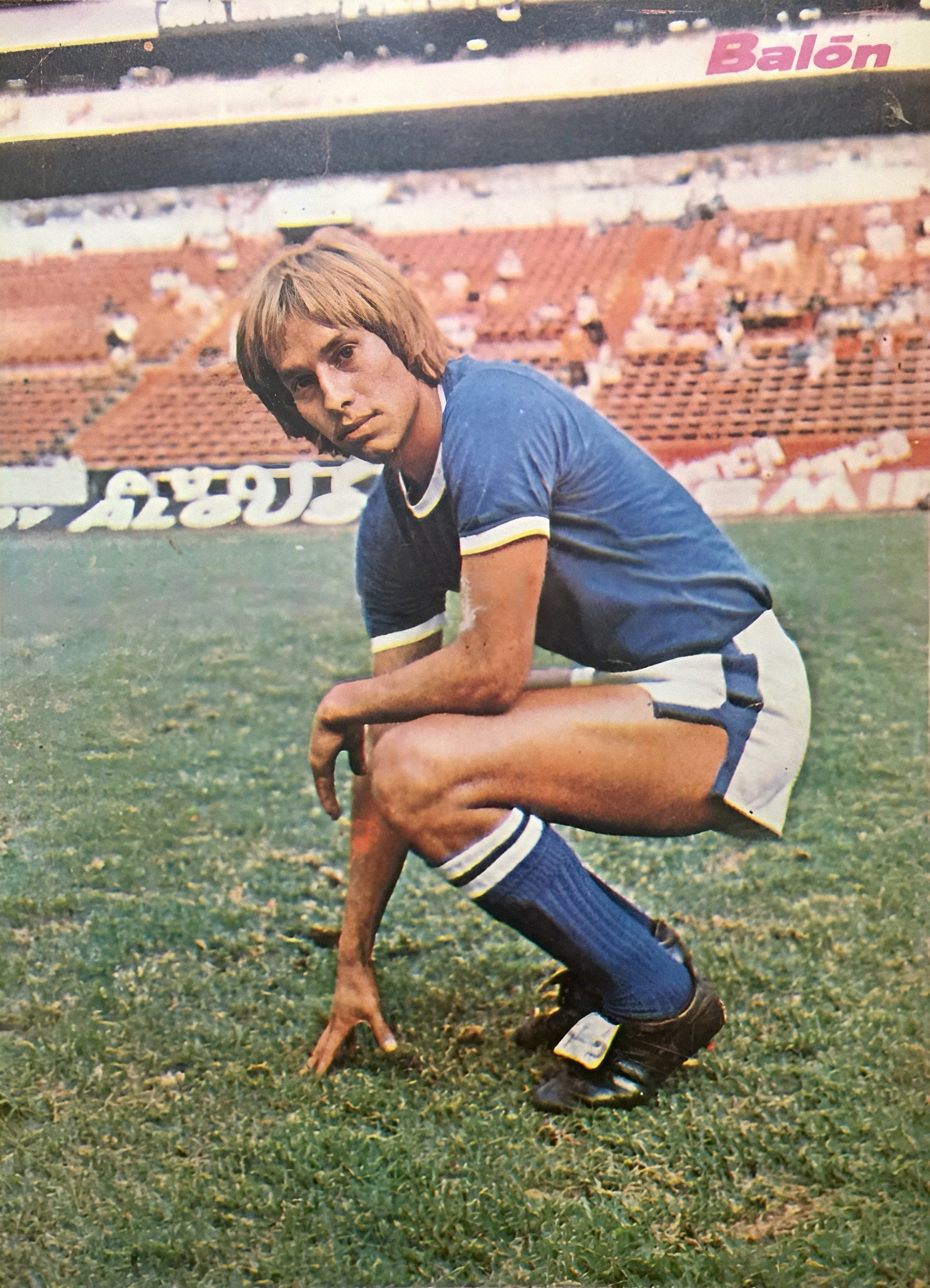
Retrato de Lugo en 1979.

Lugo fue un jugador excepcional en su sentido de apoyo al resto del equipo. Contaba con una serie de características, como su sentido de localización en el campo, su creatividad para coordinar jugadas en equipo, su agilidad mental, su precisión excepcional en los pases, su eficiencia en el manejo de las energías, su gambeta y desequilibrio individual, y en general, su inteligencia para diversificar los avances en ofensiva, que lo llevaron a ser una pieza clave en el funcionamiento de sus equipos.
En lo deportivo, los que tuvieron la suerte de verlo jugar, describen a Gerardo como «un talentoso al tocar la pelota, un hombre futbolísticamente solvente que contaba con el privilegio del toque y la inteligencia». Sus eficientes pases al hombre correcto y en el espacio preciso lo convirtieron en un medio volante de mucha proyección, gran conductor del balón, con gran agilidad mental y espíritu organizador, cualidades asociadas al denominado creador de juego.
El 9 de enero de 1979 tuvo una de sus actuaciones más recordadas, jugando en calidad de cedido con Atlante para un amistoso ante Nancy de Michel Platini, quien venía saliendo de una lesión. En la crónica del encuentro se relata como, en una de las acciones, Lugo hizo una jugada personal por la banda izquierda «dejó atrás a medio cuadro francés», llegó hasta el final con el balón dominando; centró de forma exacta al movimiento que le hizo a primer poste el brasileño Carlos Eloir Perucci (también a préstamo para el juego), y de cabeza lo mandó al fondo del arco galo. Terminó el juego con una contundente victoria de 4-1 de Atlante sobre el Nancy de Francia. Cuando el IMSS compró al Atlante en octubre de 1978, hicieron todo lo posible para hacer volver a Lugo al club que lo debutó como profesional, pero no les fue posible.

## Selección nacional
Debuta con la selección de México el 15 de febrero de 1978, en el triunfo 5-1 frente al combinado de El Salvador, entrando de cambio por Enrique López Zarza y anotando el quinto de la goleada al minuto 89. En su segundo partido, el 4 de abril del mismo año, volvería a marcar sobre los minutos finales ante Bulgaria, cerrando el partido con 3-0 en el marcador.
José Antonio Roca lo incluyó en la lista definitiva para disputar la Copa Mundial de Argentina. Entró de cambio por Guillermo Mendizábal en el primer partido de la fase de grupos ante Túnez en Córdoba, y por López Zarza en el juego contra Alemania en Rosario. Pese a mostrar un gran desempeño en los minutos que tuvo en el campo de juego, no consiguió ganarse la confianza del entrenador Roca, quien lo relegó del tercer partido de la fase de grupos, cuando la selección ya no se disputaba nada en el campeonato.
Disputó su último encuentro el 18 de diciembre de 1979, en el empate 1-1 ante El Salvador.

### Participaciones en la Copa Mundial
| Torneo            | Sede      | Resultado    | PJ | G | A |
| ----------------- | --------- | ------------ | -- | - | - |
| Copa Mundial 1978 | Argentina | Primera fase | 2  | 0 | 0 |

### Goles internacionales
| Goles como internacional con México | Goles como internacional con México | Goles como internacional con México          | Goles como internacional con México | Goles como internacional con México | Goles como internacional con México | Goles como internacional con México |
| Núm.                                | Fecha                               | Lugar                                        | Rival                               | Gol                                 | Resultado                           | Competición                         |
| ----------------------------------- | ----------------------------------- | -------------------------------------------- | ----------------------------------- | ----------------------------------- | ----------------------------------- | ----------------------------------- |
| 1.                                  | 14 de febrero de 1978               | Estadio Cuscatlán, San Salvador, El Salvador | El Salvador                         | 1-4                                 | 1-5                                 | Amistoso                            |
| 2.                                  | 4 de abril de 1978                  | Estadio Jalisco, Guadalajara, México         | Bulgaria                            | 3-0                                 | 3-0                                 | Amistoso                            |

## Vida personal
Está en pareja desde 1979 con la modelo española Lourdes de los Reyes Aranda Ravelo, conocida como «la última musa de Dalí», con quien tuvo dos hijos, Mauro y Édgar Gerardo, también futbolistas.
Inauguró una escuela de fútbol a inicios de los años 2000, donde ha entrenado a niños que han alcanzado a jugar en segunda división.
En octubre de 2010, él y su esposa fueron asaltados a punta de pistola, con el fin de robarles una camioneta de su pertenencia. Pese a levantar la respectiva denuncia, nunca recuperaron el vehículo ni dieron con los responsables.

## Estadísticas

### Clubes
No se preservan registros de su rendimiento en la segunda división, ni de los torneos Prode 1985 y México 1986.
| Club               | Temporada       | Div.            | Liga (1) | Liga (1) | Copas (2) | Copas (2) | Internacional (3) | Internacional (3) | Total (4) | Total (4) |
| Club               | Temporada       | Div.            | Part.    | Goles    | Part.     | Goles     | Part.             | Goles             | Part.     | Goles     |
| ------------------ | --------------- | --------------- | -------- | -------- | --------- | --------- | ----------------- | ----------------- | --------- | --------- |
| Atlante · México   | 1974-75         | 1.ª             | —        | —        | —         | —         | —                 | —                 | 0         | 0         |
| Atlante · México   | 1975-76         | 1.ª             | 26       | 5        | 6         | 1         | —                 | —                 | 32        | 6         |
| Atlante · México   | 1976-77         | 2.ª             | —        | —        | —         | —         | —                 | —                 | 0         | 0         |
| Atlante · México   | 1977-78         | 1.ª             | 32       | 8        | —         | —         | —                 | —                 | 32        | 8         |
| Cruz Azul · México | 1978-79         | 1.ª             | 43       | 2        | —         | —         | —                 | —                 | 43        | 2         |
| Cruz Azul · México | 1979-80         | 1.ª             | 45       | 8        | —         | —         | —                 | —                 | 45        | 8         |
| Cruz Azul · México | 1980-81         | 1.ª             | 44       | 7        | —         | —         | —                 | —                 | 44        | 7         |
| Cruz Azul · México | 1981-82         | 1.ª             | 34       | 3        | —         | —         | 4                 | —                 | 38        | 3         |
| Cruz Azul · México | 1982-83         | 1.ª             | 34       | 3        | —         | —         | —                 | —                 | 34        | 3         |
| Cruz Azul · México | 1983-84         | 1.ª             | 22       | 1        | —         | —         | —                 | —                 | 22        | 1         |
| Total club         | Total club      | Total club      | 222      | 24       | 0         | 0         | 4                 | 0                 | 226       | 24        |
| León · México      | 1984-85         | 1.ª             | 36       | 5        | —         | —         | —                 | —                 | 36        | 5         |
| León · México      | 1985-86         | 1.ª             | —        | —        | —         | —         | —                 | —                 | 0         | 0         |
| Atlante · México   | 1986-87         | 1.ª             | 29       | 1        | —         | —         | —                 | —                 | 29        | 1         |
| Parcial carrera    | Parcial carrera | Parcial carrera | 345      | 35       | 6         | 1         | 4                 | 0                 | 355       | 36        |

### Selección
| Año   | Partidos | Goles |
| ----- | -------- | ----- |
| 1978  | 5        | 2     |
| 1979  | 3        | 0     |
| Total | 8        | 2     |

## Palmarés

### Títulos nacionales
| Título           | Equipo    | País   | Año     |
| ---------------- | --------- | ------ | ------- |
| Segunda División | Atlante   | México | 1976-77 |
| Primera División | Cruz Azul | México | 1978-79 |
| Primera División | Cruz Azul | México | 1979-80 |

### Distinciones individuales
| Distinción                    | Año  |
| ----------------------------- | ---- |
| Salón de la Fama de Cruz Azul | 2005 |

## Crónica del Mundial 78
1. ↑  Lugo ingresó sobre el minuto 67 en el partido ante Túnez para reemplazar a un deslucido Mendizábal, con el marcador empatado 1-1. Desde su primera acción, buscó generar peligro frente a la sólida defensa tunecina que —como todo el juego— estuvo muy alerta y despejó el peligro. Sin poder atravesar la muralla, intentó entonces desde media distancia, sacando un disparo que el arquero Mokhtar Naili contuvo en dos tiempos, impasible. Poco después el cerebro sirvió una pelota filtrada que dejó solo a Antonio de la Torre frente al guardameta, pero la definición traicionó al atacante y la oportunidad se diluyó. Dos desconcentraciones defensivas terminaron sellando el 3-1 definitivo en favor de Túnez.

Perdiendo 4-0 ante Alemania en los primeros 45 minutos, Roca mandó al campo a Lugo en lugar de López Zarza; con el número 18 en la espalda y el fuego aún encendido, intentó levantar a los suyos con un grito que aún resuena en la memoria:«Hugo… ¡vamos a tocar cabrón!»

Apenas ingresado, generó una opción clara, aunque su remate careció de fuerza. Siguió insistiendo, encontrando huecos en la defensa germana y ganando algunos tiros de esquina. En una última jugada de orgullo, se deshizo de dos rivales con clase, pero su intento fue rechazado por el guardameta Sepp Maier. El silbatazo final decretó un aplastante 6-0 en contra de la tricolor. Lugo no cambió el destino, pero dejó constancia de su carácter en medio de la tormenta.[11]